# متلازمة البحر الأبيض المتوسط
متلازمة البحر الأبيض المتوسط هي صورة نمطية عنصرية في مجال الطب، حيث يُتهم أخصائيو الرعاية الصحية السود والعرب بالمبالغة في أعراضهم وآلامهم، مما يؤدي إلى عدم الاهتمام بهم وفشل الرعاية الطبية الموجهة لهذه الفئة.
تم تسليط الضوء على هذا التعبير بشكل خاص خلال قضية نعومي موسينغا [الفرنسية] التي أثارت الرأي العام في عام 2017. وهو مشابه للصورة النمطية لمتلازمة شمال إفريقيا.

## أصل المتلازمة
وفقًا لديفيد لو بريتون، فإن مصطلح متلازمة البحر الأبيض المتوسط يأتي من الاعتقاد السائد أن الأشخاص المنحدرون من حافة البحر الأبيض المتوسط أقل مقاومة للألم.
لم يتم إثبات وجود متلازمة البحر الأبيض المتوسط حقيقة مطلقًا بالمعنى السريري.
لا يتم تدريس هذه الصورة النمطية في كلية الطب ولكنها تبقى صورة نمطية يتم نداولها بشكل غير رسمي. بالنسبة للطبيب والكاتب بابتيست بوليو، فإن ذلك ينبع من العنصرية المؤسساتية.

## النتائج
يمكن أن يؤدي انخفاض الاهتمام بالأشخاص الذين يقعون ضحايا للعنصرية إلى إبطاء رعايتهم الطبية وبالتالي إهمال حالتهم.
يعزى وفاة نعومي موسينغا في عام 2017 جزئيًا إلى وجود هذه الصورة النمطية العنصرية في عالم التطبيب.